# Candacia worthingtoni
Candacia worthingtoni is een eenoogkreeftjessoort uit de familie van de Candaciidae. De wetenschappelijke naam van de soort is voor het eerst geldig gepubliceerd in 1981 door Grice.